# Univerzita v Birminghamu
Univerzita v Birminghamu (anglicky University of Birmingham) je veřejná výzkumná univerzita v Birminghamu v Anglii. Byla založena v roce 1900 (jako nástupce Queen's College založené v roce 1825) jako první občanská nebo "červenocihlová" univerzita v Anglii. Je organizována do pěti kolejí, které se skládají z mnoha samostatných škol, jako je Birmingham Business School, nejstarší obchodní škola v Anglii, nebo Shakespeare Institute ve Stratfordu-upon-Avon. Univerzita se může pochlubit mnoha vědeckými průlomy a vynálezy, jako je vývoj dutinového magnetronu, který byl zásadní pro spojenecké vítězství ve druhé světové válce, nebo první pozorování gravitačních vln. Univerzita je také známá svým přínosem pro kulturální studia (birminghamská škola). Kampus univerzity se nachází na pozemku asi 5 km jihozápadně od centra Birminghamu v Edgbastonu. Je uspořádán kolem stometrové věže Joseph Chamberlain Memorial Clock Tower, která připomíná prvního rektora univerzity. Univerzita má také další kampusy v Selly Oak, Stratfordu-upon-Avon, Ironbridge a Dubaji. Univerzita provozuje šest knihoven, sportovní centrum, observatoř a botanickou zahradu. Spravuje galerii Barber Institute of Fine Arts, kde jsou uložena díla Van Gogha, Picassa nebo Moneta. Je zakládajícím členem Russell Group. Studentská populace byla 23 155 vysokoškolských a 12 605 postgraduálních studentů ve školním roce 2019/20, což je 7. největší počet v Británii. K absolventům univerzity patří dva bývalí britští premiéři Neville Chamberlain a Stanley Baldwin a 11 nositelů Nobelovy ceny. Podle QS World University Rankings 2024 je 84. nejkvalitnější vysokou školou na světě.